# (Why Is It) Fresh
(Why Is It) Fresh – piąty singiel zespołu Kaliber 44 wydany do promocji radiowej w lutym 2016 roku przez Mystic Production. Jest to drugi singiel promujący czwarty album formacji pt. Ułamek tarcia. Za produkcję singla odpowiadał AbradAb, a 12 lutego opublikowano oficjalny teledysk do utworu.

## Notowania
Lista przebojów Programu Trzeciego: 37
Polskie Radio Olsztyn: 19
UWM: 10